# Civil Designer
Civil Designer – pakiet modułów branżowych do projektowania infrastruktury cywilnej. Głównym elementem zestawów CIvil Designer jest oprogramowanie AllyCAD. Twórcą oprogramowania AllyCAD jak i modułowy Civil Designer jest południowoafrykańska firma Knowledge Base. Oprogramowanie  Civil Designer tak jak AllyCAD jest zatwierdzone przez Południowoafrykański Instytut Inżynierii Lądowej (ang. South African Institution of Civil Engineering) i Radę Inżynierii Południowej Afryki (ang. Engineering Council of South Africa) i włączone do programów nauczania na wydziałach inżynierii i projektowania we wszystkich instytucjach szkolnictwa wyższego w Republice Południowej Afryki. Pakiety są używane w kilkudziesięciu krajach świata.  Civil Designer oferuje moduły Survey, Water, Sewer, Roads, Turn i Stormwater. Obecna wersja to Civil Designer 8.3. Do zapewnienia kompatybilności z plikami *.dwg, *.dxf, *.dgn oraz *.rvt oprogramowanie wykorzystuje rozwiązania Open Design Alliance. Twórca oprogramowania firma Knowledge Base jest członkiem ODA.
Civil Designer wykorzystywany jest w inżynierii lądowej, geodezji, inżynierii konstrukcyjnej, inżynierii ruchu czy przy budowie dróg i kolei.

## Historia
Pierwotny projekt AllyCAD został opracowany przez Paula Harpera. W lutym 1998 roku AllyCAD został zakupiony przez Vincenta Bestera, który opracował pakiet oprogramowania do projektowania infrastruktury inżynieryjnej „Civil Designer” integrujący oprogramowanie AllyCAD jako centralny moduł CAD. Elementy „Stardust”(nakładki) i „AllyCAD” zostały połączone, tworząc moduł Design Center, moduły Survey & Terrain i Roads pochodziły ze Stardust, moduły Sewer i Storm były oparte na oryginalnych programach opracowanych przez V. Bestera. Od tego czasu firma Knowledge Base dystrybuuje AllyCAD wraz z modułami jako Civil Designer - samodzielne pakiety oprogramowania CAD do zastosowań branżowych.

## Wersje
Podstawą oprogramowania Civil Designer jest najwyższa wersja AllyCAD PRO nie mająca ograniczeń wielkości obsługiwanych plików DWG.
Każdy ze specjalistycznych modułów zawiera dedykowane narzędzia. Na przykład moduł geodezyjny narzędzia do importu punktów, określenie wydruku w skalach mapowych itd.
W skład Civil Designer wchodzą następujące moduły Survey (geodezyjny), Water (wodociągi), Sewer (kanalizacja), Roads (drogowy), Turn (inżynieria ruchu), and Stormwater (wody deszczowej).

### Wersje silnika
Wersje Civil Designer wydawane są w cyklu wydawniczym oprogramowania AllyCAD.
- wersja 8.0[4] - marzec 2016 - Wprowadzono nowy silnik renderingu. Wprowadzono liczne ulepszenia we wszystkich modułach.
- wersja 8.1[5] - październik 2017 - Wprowadzono analizę hydrauliki. Nowe elementy drogowe. Analizę warstw wody na jezdniach. Narzędzie ALLPLAN BIM.
- wersja 8.2[6] - październik 2018 - Dodano nowe oznakowania dróg. Nowe narzędzia geodezyjne. Import plików LandXML. Nowe elementy sieci wodociągowej. Narzędzie weryfikacji Projektu.
- wersja 8.3[7] - lipiec 2019 - Zaktualizowano moduły: drogowy, geodezyjny, wodny, kanalizacyjny. Poprawiono funkcje renderingu. Dodano funkcje importu danych z plików PDF i wyplotu rysunku.
- wersja 8.4 - listopad 2020 - Zaktualizowano moduły: drogowy, geodezyjny, wodny, kanalizacyjny. Zaktualizowano biblioteki ODA. Dodano funkcję importu modeli DTM.  Dodano obsługę plików IFC z BIM.